# Onisim al Bizanțului
Sfântul Onisim (în greacă Ὀνήσιμος, transliterat: Onisimos: n. secolul I d.Hr., Colossae⁠(d), Imperiul Roman – d. 68 d.Hr., Roma, Imperiul Roman) a fost un sclav din Imperiul Roman care s-a ridicat până la rangul de patriarh al Constantinopolului, fiind cel de-al treilea care a ocupat această poziție.